# 1962
1962 (MCMLXII) byl rok, který dle gregoriánského kalendáře započal pondělím.

## Události

### Československo
- 9. února – Ministr vnitra a místopředseda vlády Rudolf Barák byl odvolán ze všech svých funkcí a vyloučen z KSČ pro údajné porušování socialistické zákonnosti. V roce 1964 byl následně vojenským soudem odsouzen k 15 rokům vězení. Šlo o důsledek zákulisních politických bojů Baráka s Antonínem Novotným.
- 22. února – byl uveden do provozu první úsek ropovodu Družba přivádějící sovětskou ropu do rafinérie v Bratislavě.
- 12. dubna – V důsledku hospodářských obtíží vedoucí k neplnění plánu 3. pětiletky rozhodlo plénum ÚV KSČ snížit úkoly v průmyslu a pro rok 1963 stanovit pouze přechodný – roční plán.
- 10. října – Při havárii letadla u obce Sokolnice na Brněnsku zahynulo 10 cestujících a tři členové posádky.
- 6. listopadu – Byl dokončen odstřel pomníku J. V. Stalina na pražské Letné.
- 7. listopadu – Staroměstském náměstí v Praze explodoval během slavnostního shromáždění ke 45. výročí VŘSR nástražný výbušný systém.[1]
- 4.–8. prosince – V Praze se uskutečnil XII. sjezd KSČ. Hlavními programovými body sjezdu byly problémy rozvoje československé ekonomiky, jež v období 3. pětiletky procházela těžkou krizí, a otázky rehabilitací osob postižených vykonstruovanými politickými procesy z 50. let.

### Svět
- 1. leden – Samoa získala nezávislost na Novém Zélandu
- 2. leden – Trevor Taylor na voze Lotus zvítězil v Grand Prix Cape
- 9. leden – uzavřena obchodní smlouva mezi Kubou a SSSR
- 2. březen – Barma – převrat generála Ne Wina, který vyhlásil program barmské cesty k socialismu
- 18. březen – Francie a Alžírsko podepsaly smlouvu o ukončení alžírské války
- 1. červenec – Rwanda a Burundi získaly nezávislost na Belgii.
- 3. červenec – Alžírsko vyhlásilo nezávislost
- 1. září – Zatřásla se země v severozápadním Íránu, bylo zničeno 100 vesnic a v rozvalinách nalezlo smrt 12 230 lidí.
- Albánie se přestala zúčastňovat činnosti Varšavské smlouvy
- Mongolsko vstoupilo do RVHP
- 9. říjen – Uganda získala nezávislost na Velké Británii.
- 11. říjen – zahájen Druhý vatikánský koncil
- 14. říjen – špionážní letoun U-2 přelétající nad Kubou pořídil snímky prokazující, že zde SSSR instaloval odpalovací zařízení pro nukleární střely. To byl počátek Karibské krize.
- říjen–listopad – Čínsko-indická válka – Čína obsadila sporné území Aksai Čin

## Vědy a umění
- 20. únor – John Glenn – první americký astronaut (3. Američan ve vesmíru), který obletěl Zemi
- Nick Holonyak Jr. na University of Illinois v USA vyvinul první svítivou diodu s viditelným spektrem
- založena skupina The Rolling Stones
- 1962–1965 výkon jednotlivých bloků parních elektráren se zvyšuje až na 500 MW; účinnost dosahuje 40 %

## Nobelova cena
- Nobelova cena za fyziku – Lev Davidovič Landau
- Nobelova cena za chemii – Max Perutz, John Cowdery Kendrew
- Nobelova cena za fyziologii a lékařství – Francis Crick, James Dewey Watson, Maurice Wilkins
- Nobelova cena za literaturu – John Steinbeck
- Nobelova cena za mír – Linus Pauling

## Narození

### Česko

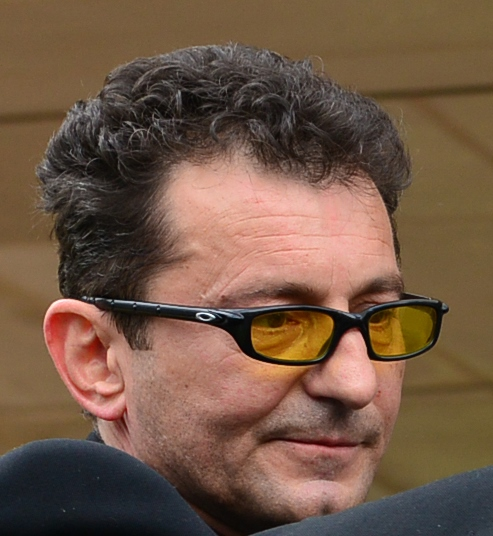
Ondřej Vetchý (* 16. května)

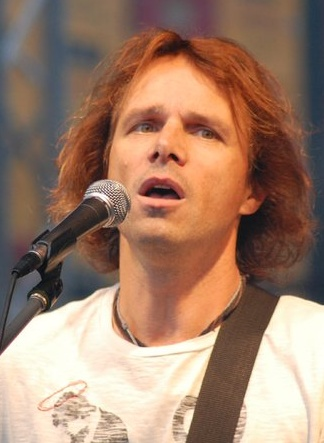
Janek Ledecký (* 27. července)

- 15. ledna – Jan Stejskal, fotbalista
- 27. ledna – Rudolf Suchánek, hokejista a trenér
- 2. února – Ivan Ženatý, houslový virtuóz a hudební pedagog
- 13. února – Hynek Adámek, geograf, novinář, fotograf a publicista
- 23. února – Ivo Knoflíček, fotbalista
- 7. března – Roman Čada, herec
- 31. března – Michal Viewegh, spisovatel a publicista
- 3. dubna – Jaroslav Benák, bývalý lední hokejista
- 6. května – Radka Stupková, herečka a autorka
- 7. dubna – Miroslav Wanek, básník, textař a hudebník
- 8. dubna – Radomír Šimůnek, cyklokrosař († 10. srpna 2010)
- 16. května – Taťána Kocembová, československá a česká atletka v běžeckých disciplínách
  - Vladimír Javorský, herec
- 16. května – Ondřej Vetchý, herec
- 18. května – Karel Roden, herec
- 4. června – Martin Stáhalík, akrobatický pilot a mistr světa v letecké akrobacii z roku 1995 († 9. března 2001)
- 8. června – Lukáš Vaculík, herec
- 11. června – Olga Charvátová, sjezdařka na lyžích
- 12. června – Petr Čermák, horolezec a sportovní lezec
- 22. června – Jitka Anlaufová, abstraktní malířka
- 7. července – Kateřina Cajthamlová, lékařka
- 27. července – Janek Ledecký, zpěvák
- 10. července – Vida Neuwirthová, herečka
- 1. srpna – Hana Seidlová, herečka
- 4. srpna – Jáchym Topol, básník, prozaik, novinář
- 15. srpna – Alexandra Horová, výtvarnice
- 21. září – Pavlína Jíšová, folková zpěvačka
- 23. listopadu – Heidi Janků, zpěvačka, moderátorka a muzikálová herečka
- 26. listopadu – Hana Marvanová, právnička a politička
- 16. prosince – Aleš Höffer, atlet († 14. listopadu 2008)
- 16. prosince – Zuzana Antares, spisovatelka
- ? – Ivana Maříková, herečka

### Svět

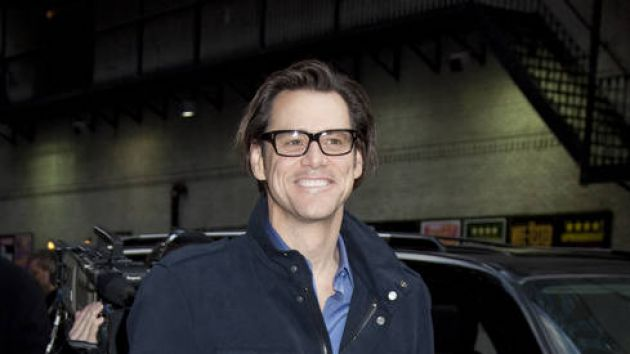
Jim Carrey (* 17. ledna)

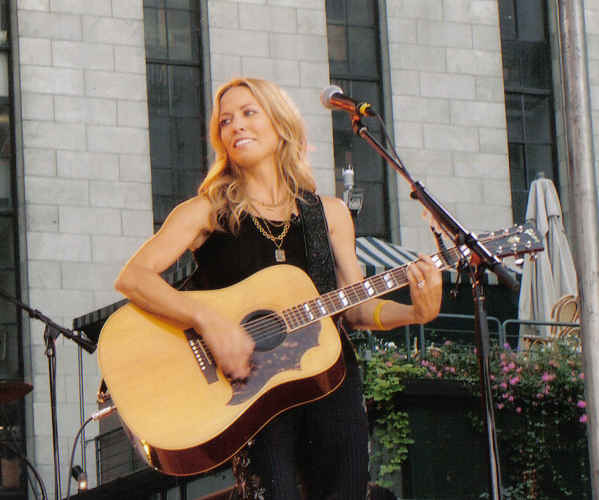
Sheryl Crow (* 11. února)

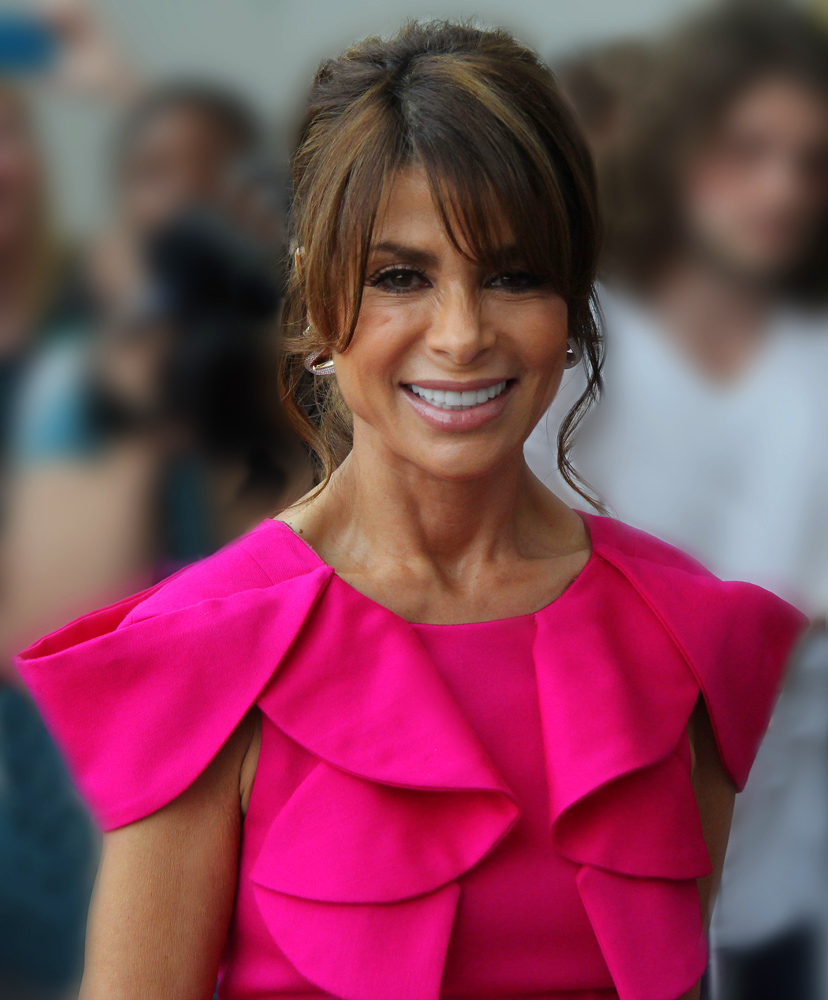
Paula Abdulová (* 19. června)

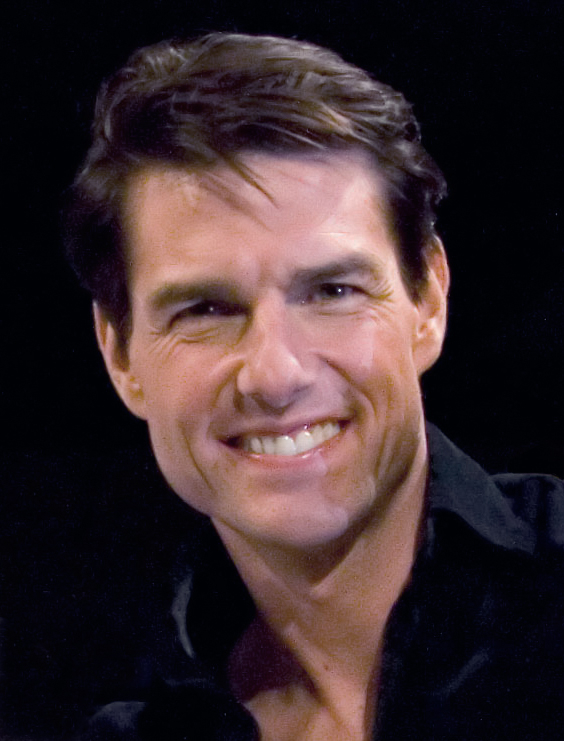
Tom Cruise (* 3. července)

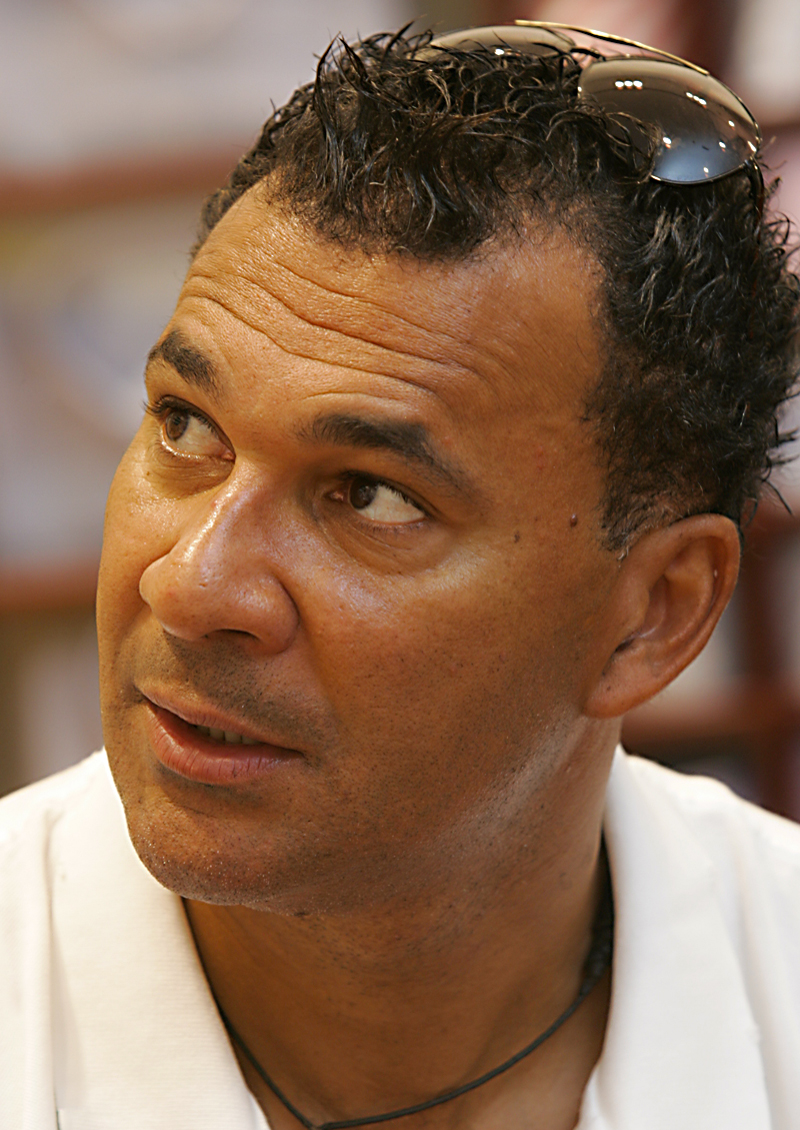
Ruud Gullit (* 1. září)

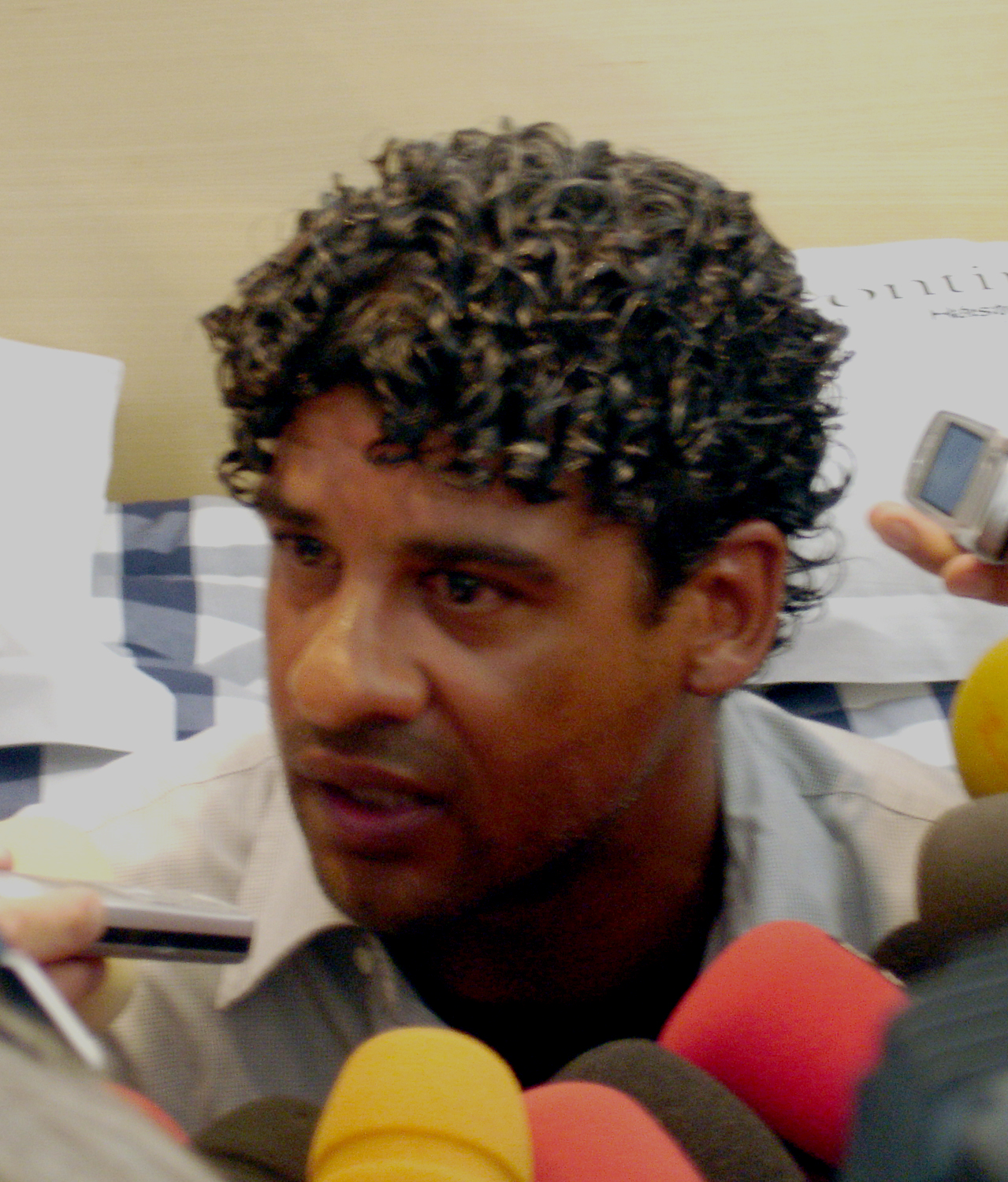
Frank Rijkaard (* 30. září)

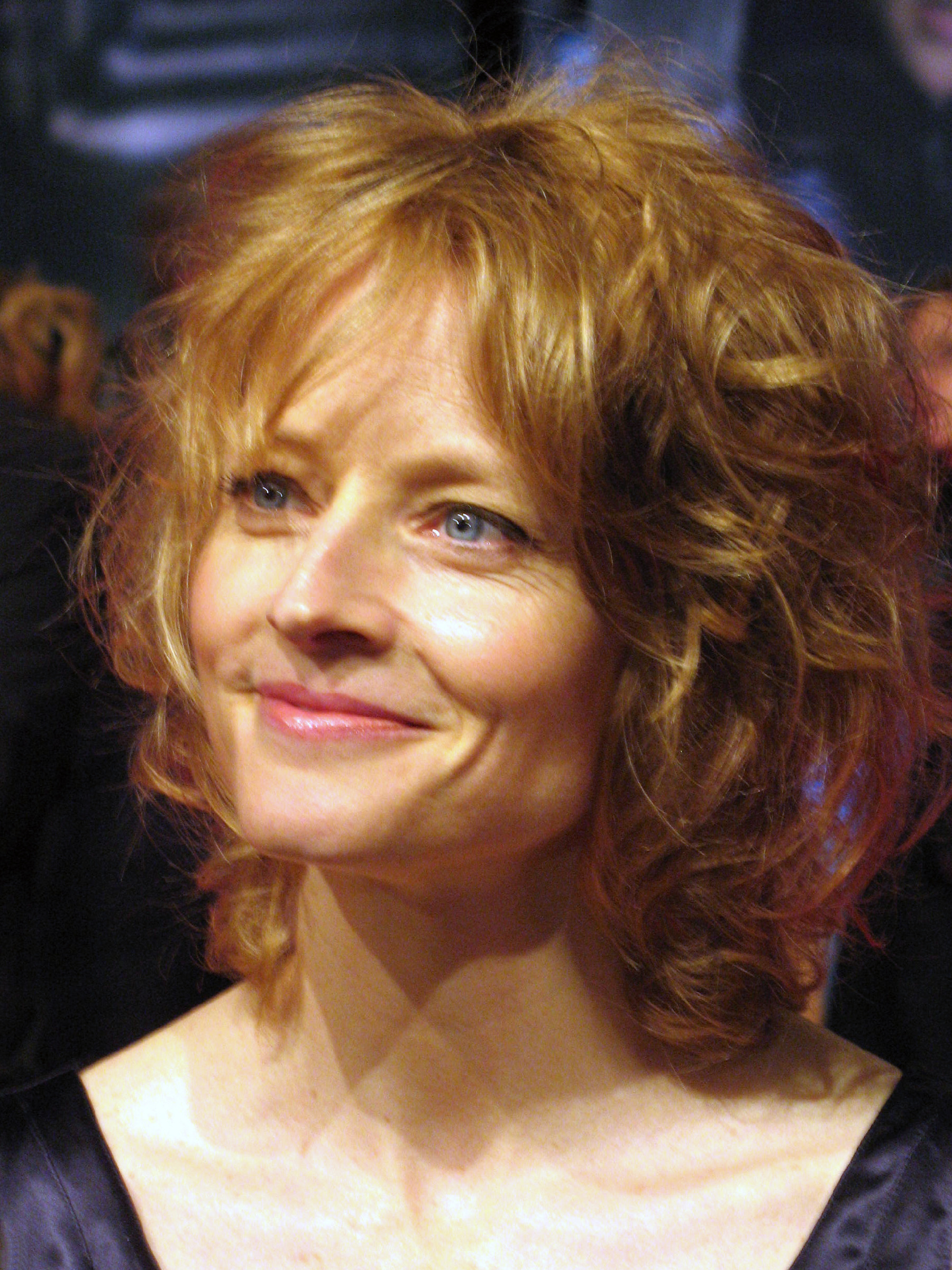
Jodie Fosterová (* 19. listopadu)

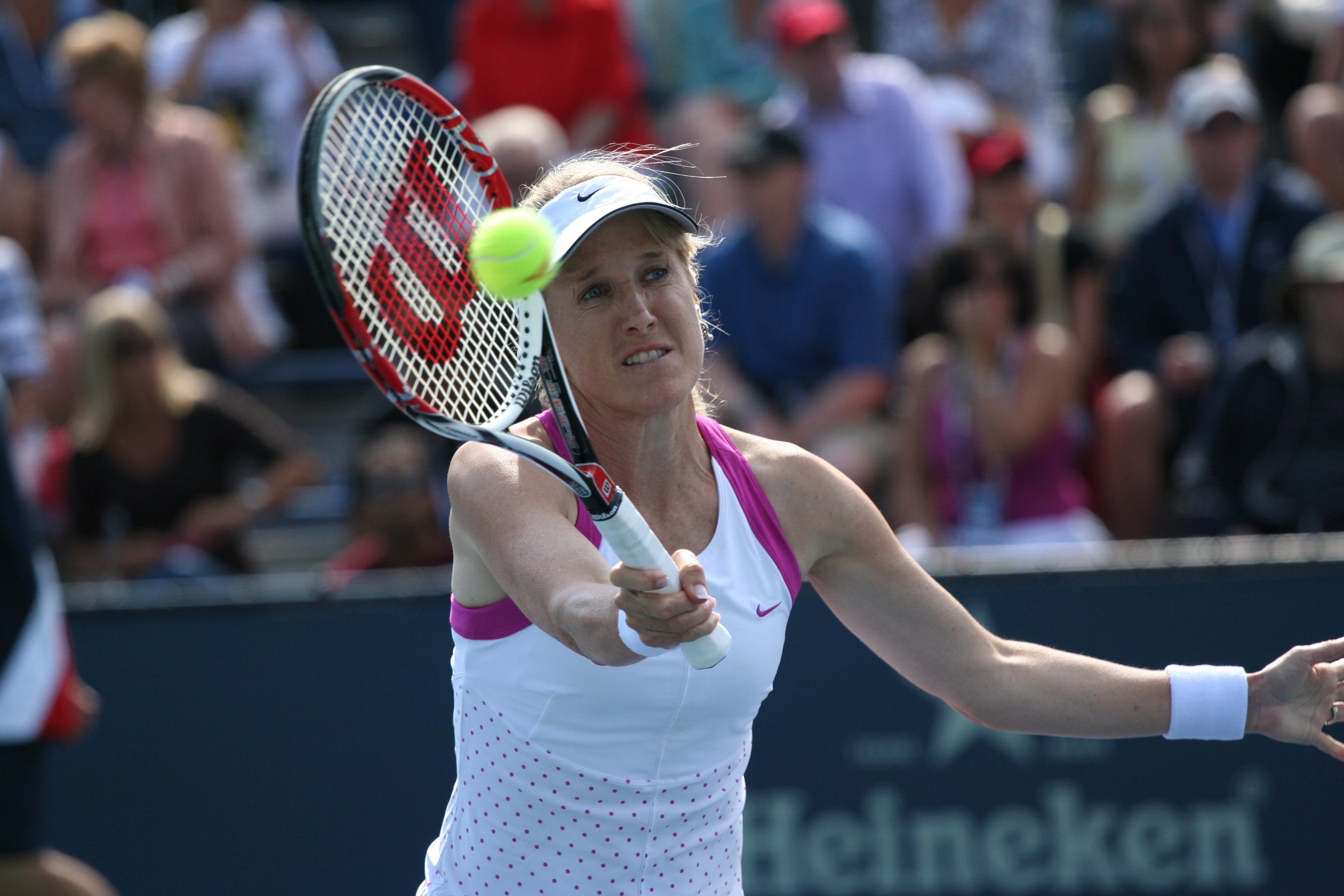
Tracy Austin (* 12. prosince)

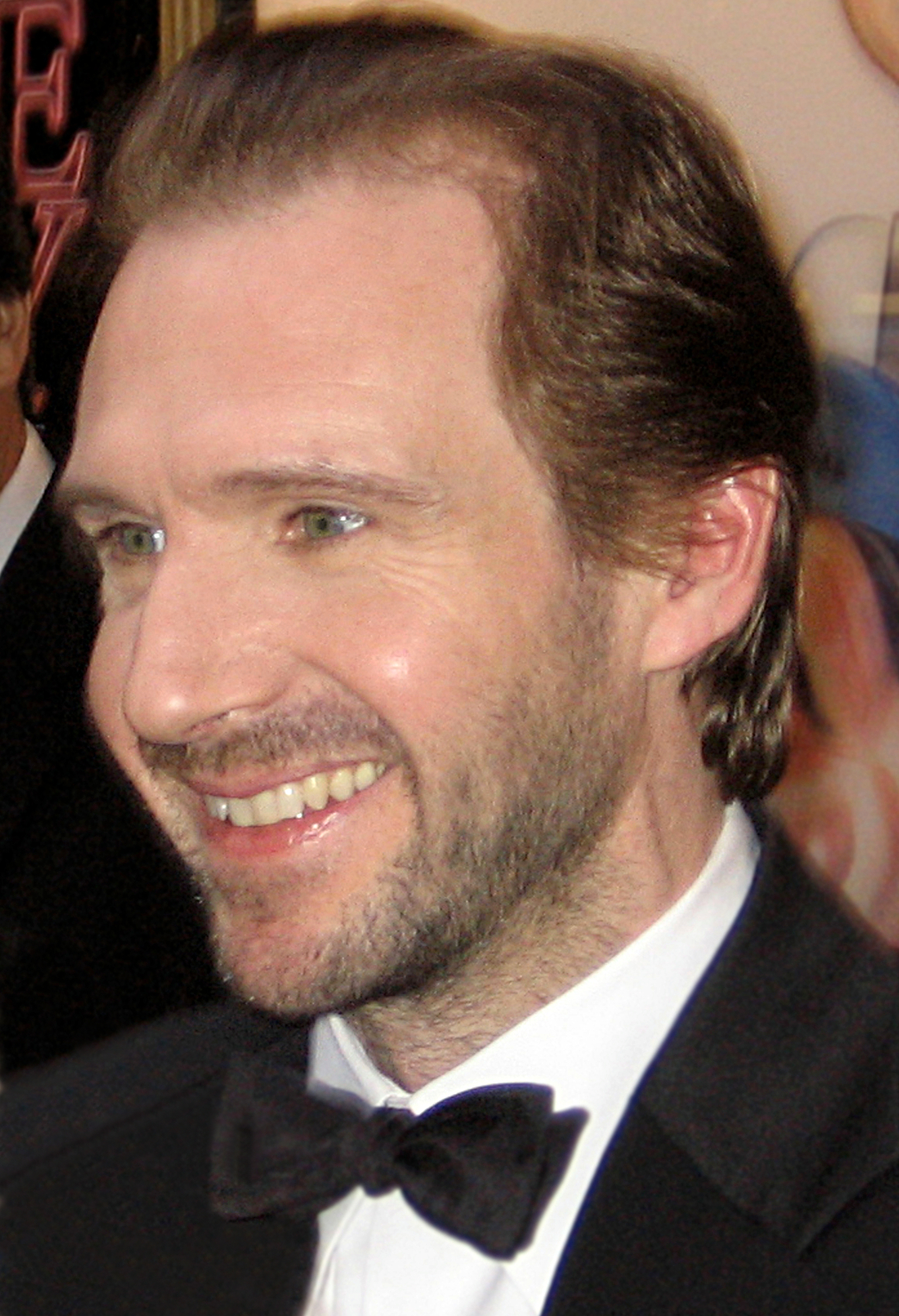
Ralph Fiennes (* 22. prosince)

- 1. ledna – Yeong-wook Jo, korejský filmový hudební skladatel
- 3. ledna – Gavin Hastings, skotský ragbista
- 4. ledna – Peter Steele, americký hudebník († 14. dubna 2010)
- 12. ledna – Gunde Svan, bývalý švédský reprezentant v běhu na lyžích
- 14. ledna – Katarína Cibulková, slovenská politička (SDKÚ-DS)
- 17. ledna – Jim Carrey, kanadský herec a komik
- 21. ledna – Mark Arm, americký zpěvák, člen grungeové skupiny Mudhoney
- 22. ledna – Christoph Meyns, německý teolog a duchovní
- 25. ledna – Chris Chelios, americký lední hokejista
- 29. ledna – Olga Tokarczuková, polská spisovatelka, autorka poezie, esejí a scénářů
- 30. ledna – Abdalláh II., jordánský král
- 31. ledna – Frank Wieneke, německý judista
- 1. února – Manuel Amoros, francouzský fotbalista
- 4. února – Žiga Turk, slovinský politik
- 5. února – Jennifer Jason Leigh, americká herečka
- 6. února
  - Thomas Hylland Eriksen, norský antropolog, spisovatel a publicista
  - Axl Rose, americký hardrockový zpěvák (Guns N' Roses)
  - Džamila Stehlíková, česká lékařka, univerzitní pedagožka a politička
- 7. února – Eddie Izzard,britský herec a stand-up komik
- 9. února – Zuzana Tlučková, slovenská herečka, bavička a dabérka
- 10. února – Cliff Burton, americký baskytarista, člen skupiny Metallica († 27. září 1986)
- 11. února – Sheryl Crow, americká zpěvačka
- 14. února – Philippe Sella, francouzský ragbista
- 19. února – Miroslav Ihnačák, slovenský lední hokejista
- 21. února – David Foster Wallace, americký spisovatel († 12. září 2008)
- 22. února – Steve Irwin, australský dobrodruh, ochránce životního prostředí a hlavní postava seriálu „Lovec krokodýlů“ († 4. září 2006)
- 2. března – Gabriele Tarquini, italský automobilový závodník, pilot F1
- 5. března – Samuel Žbogar, slovinský diplomat a politik
- 7. března – Taylor Dayne, americká zpěvačka
- 14. března – Cvetanka Christovová, bulharská atletka († 14. listopadu 2008)
- 17. března – Kalpana Chawlaová, americká astronautka († 1. února 2003)
- 21. března – Mark Waid, americký komiksový scenárista
- 26. března – John Stockton, americký basketbalista, Andrej Lavrov ruský házenkář
- 27. března – Kevin J. Anderson, americký spisovatel
- 6. dubna – Annejet van der Zijl, nizozemská novinářka a spisovatelka
- 8. dubna
  - Alberto Angela, italský paleontolog, vědecký propagátor, spisovatel a novinář
  - Izzy Stradlin, americký kytarista (Guns N' Roses)
- 12. dubna – Pavol Habera, slovenský zpěvák
- 15. dubna – Nawal El Moutawakel, bývalá marocká atletka
- 20. dubna – Sigurður Ingi Jóhannsson, islandský politik
- 21. dubna – Sergej Zaljotin, ruský kosmonaut
- 26. dubna – Héctor Enrique, bývalý argentinský fotbalista
- 2. května
  - Cecilia Taitová, peruánská politička a bývalá volejbalistka
  - Hadoram Shirihai, izraelský ornitolog, fotograf a autor určovacích příruček
- 10. května – Anvar Čingizoglu, ázerbájdžánský prozaik, novinář, historik a etnolog († 10. července 2022)
- 18. května – Sandra, německá zpěvačka
- 25. května – Anders Johansson, švédský hudebník
- 31. května – Sebastian Koch, německý herec
- 5. června – Astrid Belgická, belgická princezna
- 16. června – Grant Fox, novozélandský ragbista
- 19. června – Paula Abdul, americká zpěvačka, tanečnice, choreografka a porotkyně
- 26. června – Andrej Šeban, slovenský kytarista, skladatel a producent
- 29. června
  - Anișoara Stanciuová, bývalá rumunská atletka, skokanka do dálky
  - George Zamka, americký důstojník a astronaut
- 3. července – Tom Cruise, americký herec
- 4. července – Pam Shriverová, americká tenistka
- 8. července – Joan Osborne, americká písničkářka
- 14. července – Agim Canaj, albánský fotbalista
- 19. července
  - 19. července – Anthony Edwards, americký herec
  - 19. července – Aja Kitó, japonská spisovatelka († 23. května 1988)
- 26. července – Galina Čisťakovová, sovětská a slovenská atletka
- 29. července – Carl Cox, britský techno a house DJ
- 31. července – Wesley Snipes, americký herec
- 5. srpna – Patrick Ewing, bývalý americký basketbalista.
- 6. srpna
  - Gregory Chamitoff, americký astronaut
  - Michelle Yeoh, malajsijská herečka a tanečnice
- 11. srpna – Brian Azzarello, americký komiksový scenárista
- 13. srpna
  - John Slattery, americký herec, režisér, producent a scenárista
  - Manuel Valls, francouzský politik
- 15. srpna – David Zayas, portorický herec
- 18. srpna – Felipe Calderón, prezident Mexika
- 24. srpna – Mary Ellen Weberová, americká vědkyně a astronautka
- 27. srpna
  - Sjón, islandský spisovatel
  - Alexandr Ščetinin, ukrajinský novinář (27. srpna 2016)
- 28. srpna – Michal Gučík, slovenský herec a podnikatel
- 1. září – Ruud Gullit, nizozemský fotbalista
- 2. září – Prachya Pinkaew, thajský režisér
- 8. září – Thomas Kretschmann, německý herec
- 13. září – Tõnu Õnnepalu, estonský spisovatel
- 25. září – Ales Bjaljacki, běloruský aktivista, nositel Nobelovy ceny
- 28. září – Grant Fuhr, kanadský hokejový brankář
- 30. září – Frank Rijkaard, nizozemský fotbalista a trenér
- 6. října – Igor Federič, slovenský politik
- 8. října – Bruno Thiry, belgický rally jezdec
- 10. října – Rex Walheim, americký astronaut
- 11. října – Joan Cusacková, americká herečka
- 13. října – Kelly Prestonová, americká herečka († 12. července 2020)
- 16. října
  - Flea, baskytarista skupiny Red Hot Chili Peppers
  - Dmitrij Chvorostovskij, ruský operní pěvec, barytonista († 22. listopadu 2017)
- 19. října
  - Evander Holyfield, americký boxer
  - Vladimír Svitek, slovenský hokejista († 17. února 2020)
- 20. října – Martin Šulík, slovenský herec, scenárista a režisér
- 21. října – David Campese, australský ragbista
- 24. října – Abel Antón, bývalý španělský atlet
- 26. října – Cary Elwes, britský herec
- 30. října – Franz Stahl americký kytarista
- 1. listopadu
  - Anthony Kiedis, americký zpěvák skupiny Red Hot Chili Peppers
  - Ulf Timmermann, bývalý východoněmecký atlet
- 11. listopadu – Demi Moore, americká herečka
- 12. listopadu
  - Wim Kieft, nizozemský fotbalista[2]
  - Naomi Wolfová, americká spisovatelka, intelektuálka a politická konzultantka
- 14. listopadu – Stefano Gabbana, italský módní návrhář
- 18. listopadu – Kirk Lee Hammett, americký kytarista (Metallica)
- 19. listopadu
  - Jodie Fosterová, americká herečka, scenáristka, režisérka a producentka
  - Nicole Stottová, americká astronautka
- 26. listopadu – Viliam Hýravý, slovenský fotbalista a trenér
- 28. listopadu
  - Matt Cameron, americký bubeník, bubeník, zpěvák a textař (Soundgarden, Pearl Jam)
  - Jon Stewart, americký komik, moderátor, politický satirik a spisovatel
- 8. prosince – Berry van Aerle, bývalý nizozemský fotbalista
- 9. prosince – Juan Atkins, americký electro hudebník a inovátor techno hudby
- 12. prosince – Tracy Austinová, bývalá americká tenistka
- 22. prosince – Ralph Fiennes, britský herec
- 29. prosince – Barry Wilmore, americký pilot a astronaut
- ? – Azmet Jah, britský fotograf a kameraman

## Úmrtí

### Česko

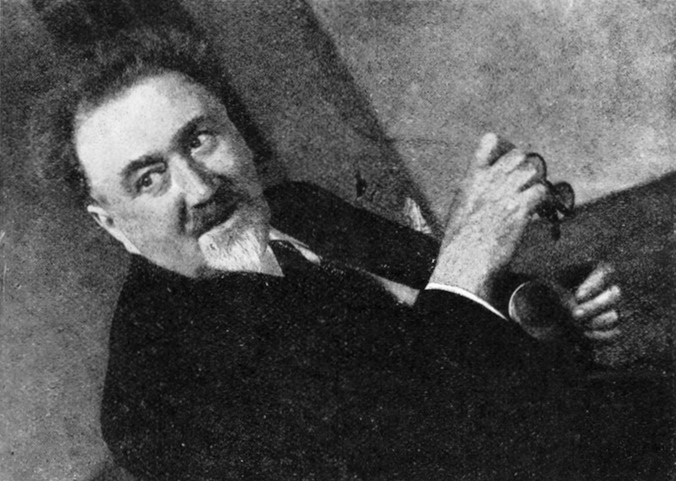
Max Švabinský († 10. února)

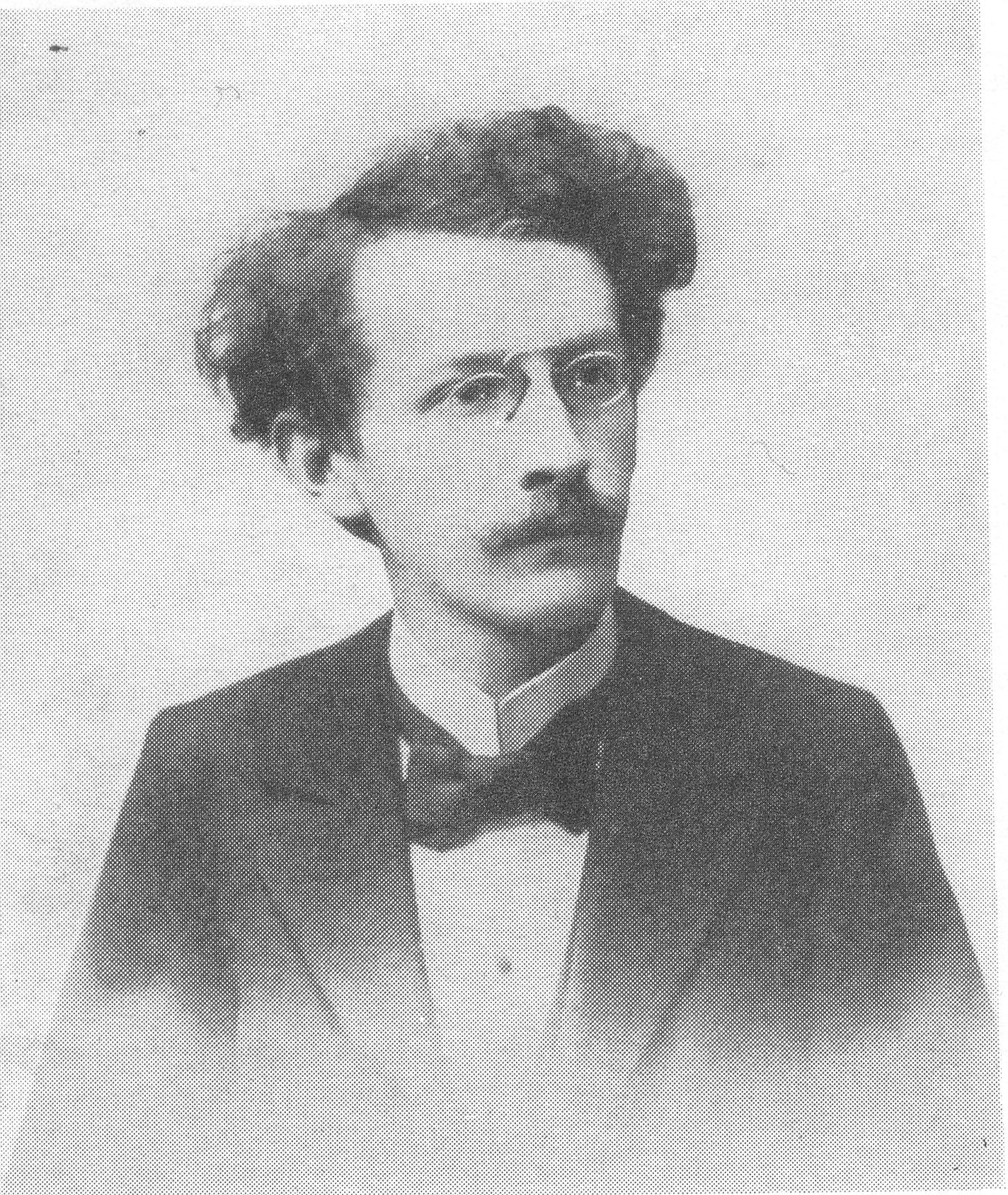
Zdeněk Nejedlý († 9. března)

- 14. ledna – Suzanne Marwille, herečka a scenáristka (* 11. července 1895)
- 15. ledna – Rudolf Richter, atlet-chodec, cyklista, sportovní funkcionář (* 7. dubna 1883)
- 16. ledna – František Koucký, kanovník litoměřické kapituly (* 26. března 1881)
- 26. ledna
  - Jan Bervida, letecký odborník (* 4. září 1893)
  - Fran Lhotka, chorvatský hudební skladatel (* 25. prosince 1883)
- 29. ledna – Jindřich Nygrín, muzejník, regionální historik, archivář a konzervátor (* 18. dubna 1890)
- 31. ledna – Vlasta Burian, herec (* 9. dubna 1891)
- 1. února
  - Miroslav Cikán, filmový režisér (* 11. února 1896)
  - Josef Kaplický, malíř, sochař a sklářský výtvarník (* 19. března 1889)
- 2. února – Richard Placht, sochař a rytec (* 4. ledna 1880)
- 3. února
  - František Peroutka, čs. ministr průmyslu, obchodu a živností (* 10. října 1879)
  - Maxmilián Fatka, československý státní úředník a politik (* 23. září 1868)
- 7. února – Metoděj Prajka, lidový muzikant, hudební skladatel a kapelník (* 5. července 1898)
- 10. února – Maxmilian Švabinský, malíř a grafik (* 17. září 1873)
- 11. února – Oldřich Menhart, typograf, umělecký kaligraf a knižní grafik (* 25. června 1897)
- 14. února
  - Karel Pokorný, sochař (* 18. ledna 1891)
  - Helena Johnová, česká sochařka, keramička (* 22. ledna 1884)
- 15. února – Franz Josef Arnold, městský architekt v Ústí nad Labem (* 18. ledna 1888)
- 17. února – Václav Mařan, sochař a keramik (* 23. května 1879)
- 4. března – Zdeněk Chalabala, dirigent (* 18. dubna 1899)
- 5. března – Otakar Jeremiáš, hudební skladatel a dirigent (* 17. října 1892)
- 9. března – Zdeněk Nejedlý, muzikolog, literární historik a politik (* 10. února 1878)
- 12. března – Karel Paleček, legionář, generál, zakladatel československých výsadkových jednotek (* 28. ledna 1896)
- 14. března – Karel Bejbl, československý fotbalový reprezentant (* 17. ledna 1906)
- 15. března
  - František Hájek, soudní lékař (* 30. listopadu 1886)
  - Anna Steimarová, česká herečka (* 7. července 1889)
- 21. března – Václav Wagner, archeolog a historik umění (* 1. listopadu 1893)
- 3. dubna – Josef Kopta, spisovatel (* 16. června 1894)
- 7. dubna – Jaroslav Durych, prozaik (* 2. prosince 1886)
- 28. dubna
  - Josef Stelibský, klavírista, kapelník a hudební skladatel (* 5. prosince 1909)
  - František M. Hník, teolog, sociolog, biskup Církve československé (husitské) (* 9. února 1905)
- 4. května – Josef Rejfíř, šachista (* 22. září 1909)
- 6. května – Jiří Červený, kabaretiér, spisovatel a skladatel (* 14. srpna 1887)
- 7. května – Ladislav Mráz, operní pěvec (* 25. září 1923)
- 29. května – Josef Martínek, hudební pedagog a skladatel (* 18. února 1888)
- 9. června – Berthold Epstein, pediatr (* 1. dubna 1890)
- 14. června – Otto Černín, rakouský diplomat (* 27. srpna 1875)
- 29. června – Vladimír Wallenfels, architekt a urbanista (* 17. srpna 1895)
- 2. července – Frederick Parkes Weber, britský dermatolog (* 8. května 1863)
- 6. července – Josef Bezdíček, rozhlasový a divadelní režisér a herec (* 30. září 1900)
- 21. července – František Brož, hudební skladatel (* 10. dubna 1896)
- 26. července – Rudolf Urbánek, historik (* 7. září 1877)
- 27. července – František Korte, právník a hudební skladatel (* 22. dubna 1895)
- 24. srpna – Růžena Šlemrová, herečka (* 10. listopadu 1886)
- 2. září – Josef Machoň, hudební skladatel (5. května 1880)
- 10. září – Ota Bubeníček, malíř (* 31. října 1871)
- 26. září – Fráňa Zemínová, politička, představitelka feministického hnutí, vězeň komunistického režimu (* 15. července 1882)
- 28. září – Miloš Navrátil, malíř, básník, spisovatel a tiskař (* 14. ledna 1900)
- 4. října – Bernhard Krahl, osecký cisterciák a profesor teologie (* 28. března 1902)
- 9. října – Vratislav Vycpálek, český hudební vědec, skladatel a folklorista (* 30. července 1892)
- 11. října – Albrecht Dubský z Třebomyslic, šlechtic, velkostatkář a politik (* 12. července 1882)
- 24. října – Vladimír Borský, herec, režisér a scenárista (* 2. března 1904)
- 10. listopadu – Jan Larisch-Mönnich II., slezský šlechtic, uhlobaron a politik (* 6. října 1872)
- 18. listopadu – Josef Trnka, rektor Českého vysokého učení technického, profesor geodézie (* 5. prosince 1904)
- 23. listopadu – Stanislav Zuvač, příslušník výsadku Potash (* 8. září 1906)
- 6. prosince – Jaroslav Böhm, archeolog (* 8. března 1901)
- 8. prosince – Ferdinand Kraupner, kanovník Katedrální kapituly u sv. Štěpána v Litoměřicích (* 25. dubna 1878)
- 10. prosince – Karel Hrubý, genetik, přírodovědec, botanik a entomolog (* 30. září 1910)
- 11. prosince – Rudolf Lodgman, československý politik německé národnosti (* 21. prosince 1877)
- 12. prosince – František Kobliha, český malíř a grafik (* 17. listopadu 1877)
- 21. prosince – Emerich Rath, všestranný sportovec německé národnosti (* 5. listopadu 1883)
- 22. prosince – Vlastimil Rada, český malíř (* 5. dubna 1895)

### Svět

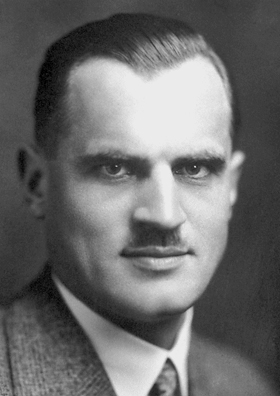
Arthur Compton († 15. března)

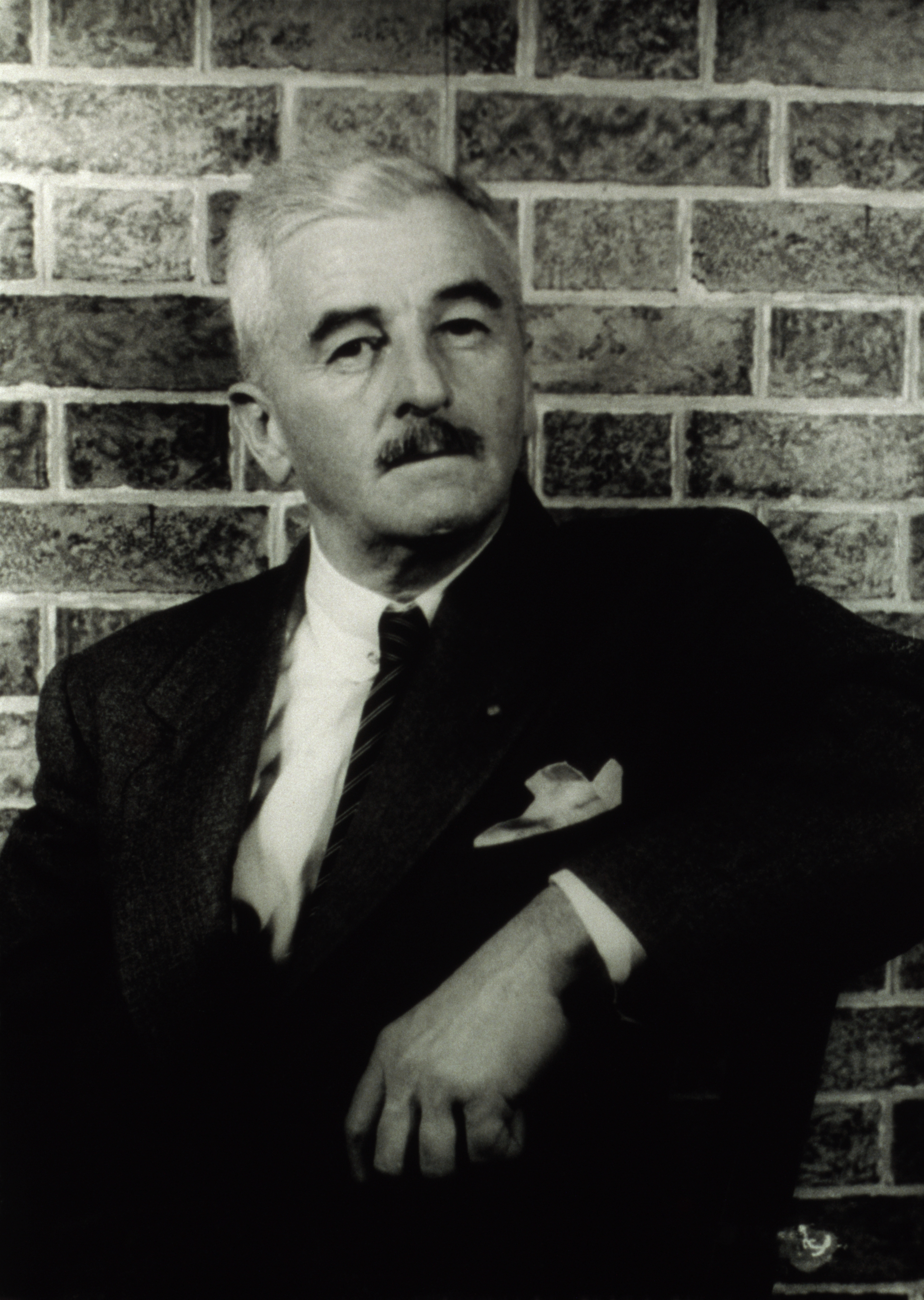
William Faulkner († 6. července)

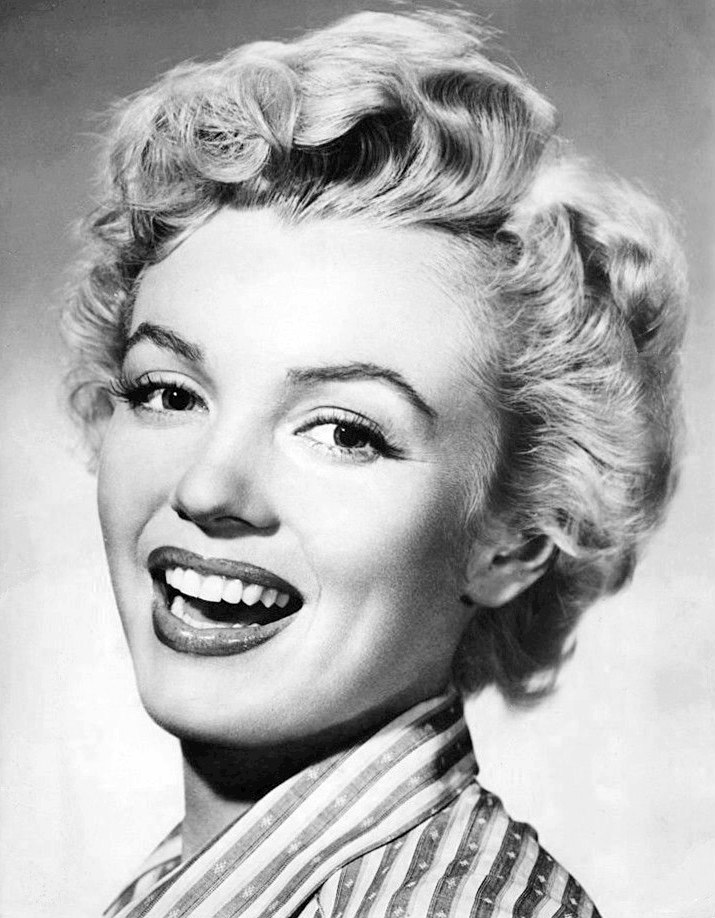
Marilyn Monroe († 5. srpna)

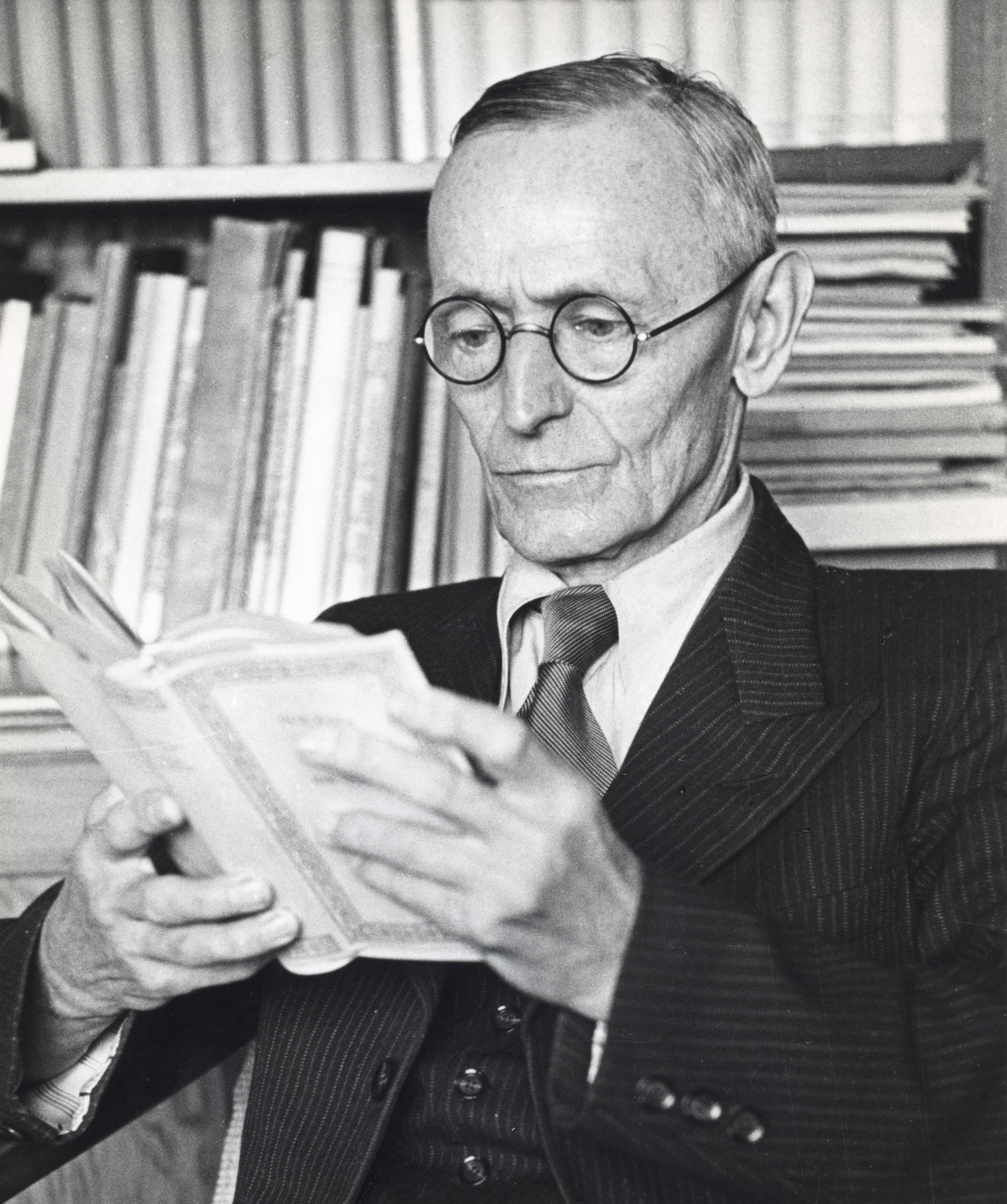
Hermann Hesse († 9. srpna)

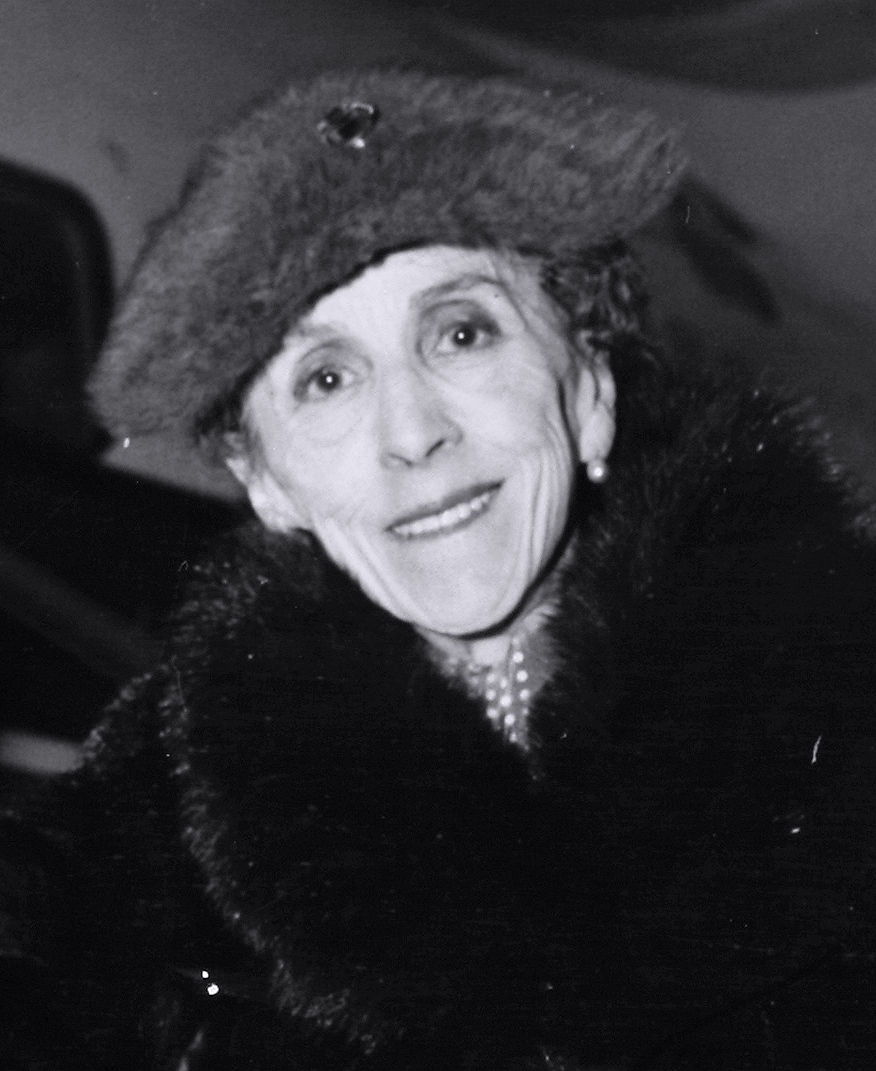
Karen Blixen († 7. září)

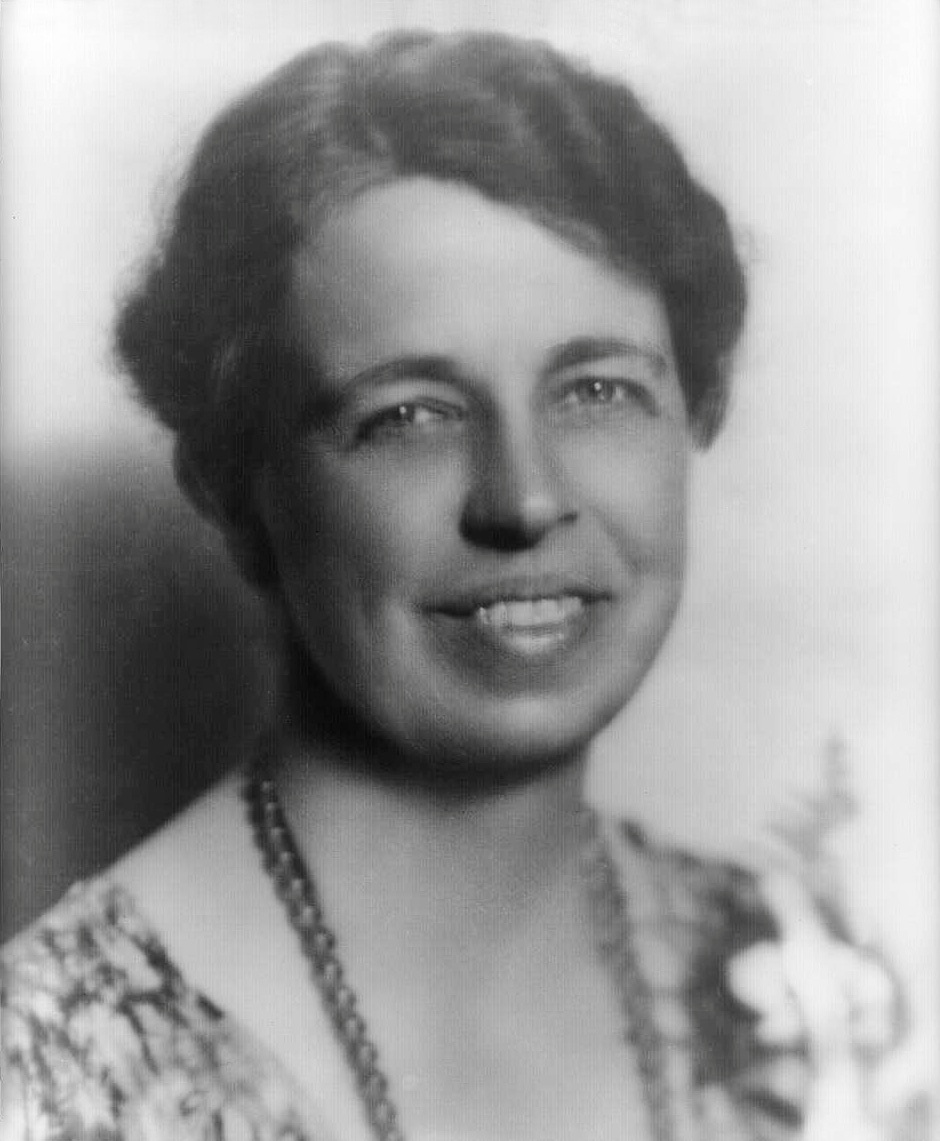
Eleanor Rooseveltová († 7. listopadu)

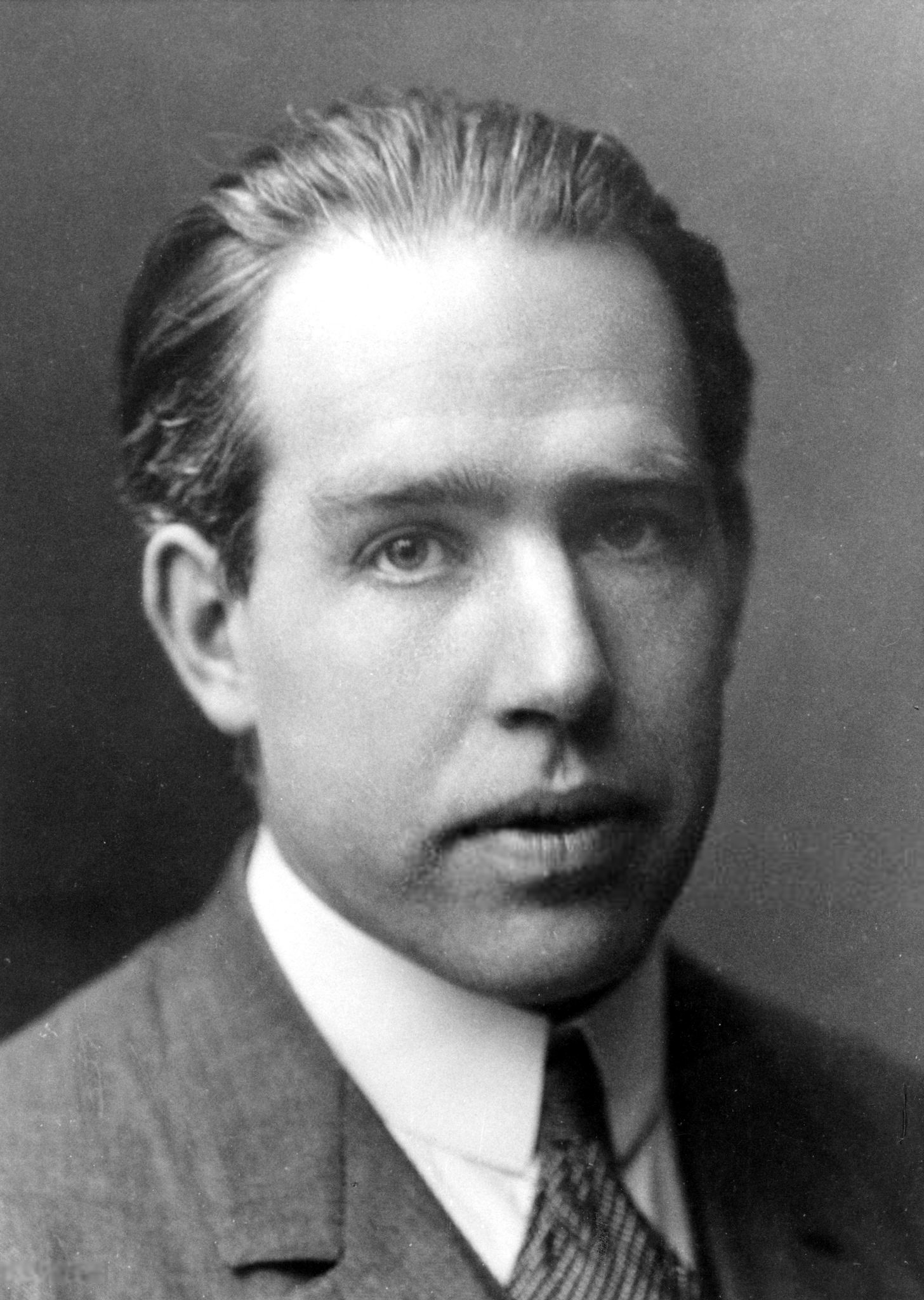
Niels Bohr († 18. listopadu)

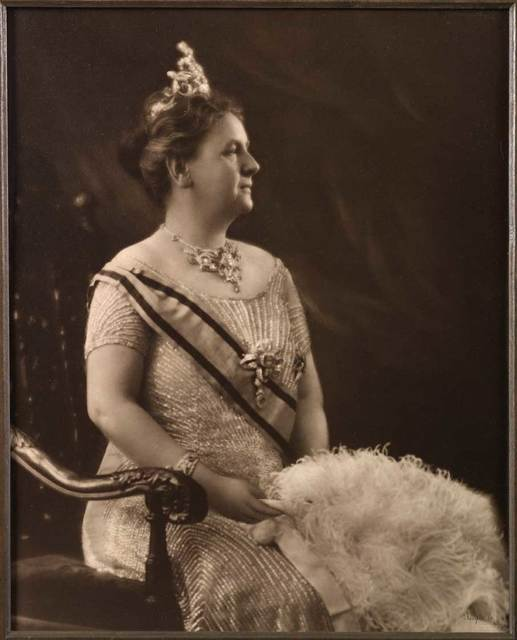
Vilemína Nizozemská († 28. listopadu)

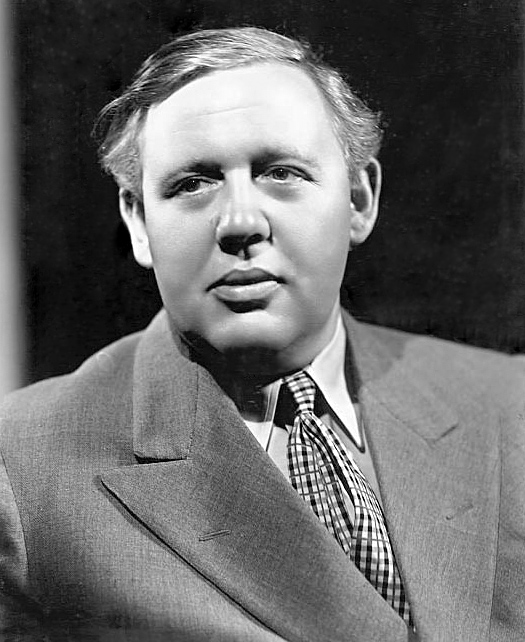
Charles Laughton († 15. prosince)

- 3. ledna – Babe Dye, kanadský hokejista, člen hokejové síně slávy (* 13. května 1898)
- 8. ledna – Maxmilián z Hohenbergu, nejstarší syn následníka trůnu Františka Ferdinanda (* 29. září 1902)
- 12. ledna – Miklós Szabados, maďarský stolní tenista (* 20. března 1912)
- 15. ledna – Dani'el Auster, první starosta Západního Jeruzaléma (* 7. května 1893)
- 16. ledna
  - Richard Henry Tawney, anglický spisovatel, filosof, ekonom, historik (* 30. listopadu 1880)
  - Frank Hurley, australský fotograf (* 15. října 1885)
  - Albert William Herre, americký ichtyolog a lichenolog (* 16. září 1868)
  - Ivan Meštrović, chorvatský sochař, architekt a spisovatel (* 15. srpna 1883)
- 19. ledna – Džunjú Kitajama, japonský lingvista a spisovatel (* 29. ledna 1902)
- 20. ledna – Robinson Jeffers, americký básník (* 10. ledna 1887)
- 26. ledna – Lucky Luciano, americký mafiánský boss (* 11. listopadu 1896)
- 28. ledna – Jacques Groag, architekt a interiérový návrhář, původem z Moravy (* 5. února 1892)
- 29. ledna – Fritz Kreisler, rakouský houslový virtuos a hudební skladatel (* 2. února 1875)
- 5. února
  - Doug Watkins, americký jazzový kontrabasista (* 2. března 1934)
  - Jacques Ibert, francouzský hudební skladatel (* 15. srpna 1890)
- 19. února – Georgios Papanikolaou, řecko-americký lékař, průkopník cytopatologie (* 13. května 1883)
- 26. února – Riccardo Moizo, italský generál (* 27. srpna 1877)
- 5. března – Ján Baran, slovenský hudebník a skladatel (* 1918)
- 10. března – William Wauer, německý sochař a režisér (* 26. října 1866)
- 11. března – Jozef Čársky, slovenský římskokatolický biskup (* 9. května 1886)
- 15. března – Arthur Holly Compton, americký fyzik, nositel Nobelovy ceny (1927) (* 1892)
- 18. března – Ľudo Ondrejov, slovenský spisovatel (* 19. října 1901)
- 20. března – Charles Wright Mills, americký sociolog (* 28. srpna 1916)
- 21. března – Jan Szeruda, polským evangelický teolog (* 26. prosince 1889)
- 24. března – Auguste Piccard, švýcarský vzduchoplavec a fyzik (* 28. ledna 1884)
- 25. března – Louis-Marie Billé, francouzský kardinál (* 18. února 1938)
- 1. dubna – Michel de Ghelderode, belgický spisovatel (* 3. dubna 1898)
- 10. dubna – Stuart Sutcliffe, britský hudebník a malíř (* 23. června 1940)
- 21. dubna – Frederick Handley Page, britský letecký konstruktér a podnikatel (* 15. listopadu 1885)
- 22. dubna – Franc Snoj, slovinský politik (* 28. ledna 1902)
- 26. dubna – Alexandrina Luisa Dánská, hraběnka z Castellu (* 12. prosince 1914)
- 28. dubna – Gianna Beretta Molla, italská světice (* 4. října 1922)
- 3. května – Jozef Smida slovenský protifašistický bojovník (* 28. května 1899)
- 11. května – Hans Luther, německý říšský kancléř (* 10. března 1879)
- 16. května – Ján Petrovič, slovenský spisovatel a politik (* 17. června 1893)
- 17. května – Arsenij Grigorjevič Golovko, sovětský námořní velitel a admirál (* 23. června 1906)
- 20. května
  - Joan Rivierová, britská psychoanalytička (* 28. června 1883)
  - Tymoteusz Szretter, metropolita polské pravoslavné církve (* 16. května 1901)
- 31. května – Adolf Eichmann, německý nacistický funkcionář a válečný zločinec (*  19. března 1906)
- 2. června
  - Fran Saleški Finžgar, slovinský kněz a spisovatel (* 9. února 1871)
  - Vita Sackville-Westová, britská spisovatelka a zahradnice (* 1892)
- 3. června – Márún Abbúd, libanonský spisovatel (* 9. února 1886)
- 6. června
  - Yves Klein, francouzský umělec (* 28. dubna 1928)
  - John Rimmer, britský olympijský vítěz na 3000 metrů překážek (* 27. dubna 1878)
- 7. června – Joseph Profaci, italsko-americký mafiánský boss (* 2. listopadu 1897)
- 15. června – Alfred Cortot, francouzsko-švýcarský klavírista a dirigent (* 26. září 1877)
- 18. června – Alexej Innokenťjevič Antonov, sovětský generál (* 15. září 1896)
- 5. července
  - Helmut Richard Niebuhr, americký křesťanský teolog (* 3. září 1894)
  - Avraham Granot, izraelský politik (* 18. června 1890)
- 6. července
  - Aba Achime'ir, izraelský novinář, historik a politický aktivista (* 2. listopadu 1897)
  - William Faulkner, americký spisovatel (* 25. září 1897)
  - Josef August Rakouský, rakouský arcivévoda, polní maršál (* 9. srpna 1872)
- 8. července – Georges Bataille, francouzský myslitel, esejista a spisovatel (* 10. září 1897)
- 10. července – Jehuda Lejb Majmon, izraelský politik (* 11. prosince 1875)
- 28. července
  - Eddie Costa, americký jazzový klavírista a vibrafonista (* 14. srpna 1930)
  - Rudolf Strechaj, ministr spravedlnosti Slovenské republiky (* 25. července 1914)
- 29. července – Ronald Fisher, anglický statistik, evoluční biolog, eugenik a genetik (* 17. února 1890)
- 5. srpna
  - Vasilij Zeňkovskij, ukrajinský křesťanský filosof (* 4. července 1881)
  - Marilyn Monroe, americká herečka (* 1. června 1926)
- 6. srpna – Teodoro Ballo Tena, španělský houslista, dirigent a hudební skladatel (* 25. března 1866)
- 9. srpna – Hermann Hesse, švýcarský spisovatel, nositel Nobelovy ceny za literaturu (* 2. července 1877)
- 12. srpna – Reginald Ruggles Gates, kanadský antropolog, botanik a genetik (* 1. května 1882)
- 31. srpna – Alexander Kunoši, slovenský právník, publicista a překladatel (* 1908)
- 1. září – Hans-Jürgen von Arnim, německý generálplukovník (* 4. dubna 1889)
- 3. září – Edward Estlin Cummings, americký básník, malíř a dramatik (* 14. října 1894)
- 4. září – William Clothier, americký tenista (* 27. září 1881)
- 9. září – Paavo Aaltonen, finský gymnasta (* 11. prosince 1919)
- 7. září
  - Todos Osmačka, ukrajinský spisovatel (* 3. května 1895)
  - Eidži Jošikawa, japonský spisovatel historických románů (* 11. srpna 1892)
  - Karen Blixenová, dánská spisovatelka (* 17. dubna 1885)
- 9. září – Paavo Aaltonen, finský gymnasta, olympijský vítěz (* 11. prosince 1919)
- 11. září – Anna Munro, skotská sufražetka (* 4. října 1881)
- 14. září
  - Erkki Raappana, finský generál (* 2. června 1893)
  - Frederick Schule, americký olympijský vítěz v běhu na 110 metrů překážek (* 27. září 1879)
- 18. září – Terezie Neumannová, katolická mystička (* 8. dubna 1898)
- 19. září – Nikolaj Fjodorovič Pogodin, sovětský dramatik (* 16. listopadu 1900)
- 21. září – Marie Bonapartová, francouzská spisovatelka a psychoanalytička (* 2. července 1882)
- 25. září – Silvestr Braito, katolický kněz, teolog, básník, publicista a překladatel (* 14. června 1898)
- 26. září – Dušan Simović, jugoslávský generál a exilový premiér (* 28. října 1884)
- 28. září – Knud Kristensen, premiér Dánska (* 26. října 1880)
- 9. října – Milan Vidmar, slovinský elektroinženýr, šachista, šachový teoretik, filozof a spisovatel. (* 1885)
- 10. října – Trygve Gulbranssen, norský spisovatel (* 15. června 1894)
- 11. října – Erich von Tschermak, rakouský agronom a šlechtitel (* 15. listopadu 1871)
- 16. října
  - Helena Karađorđević, srbská princezna, dcera srbského krále Petra I. (* 4. listopadu 1884)
  - Gaston Bachelard, francouzský filosof a spisovatel (* 27. června 1884)
- 17. října – Natalia Gončarovová, rusko-francouzská malířka, kostýmní výtvarnice a scénografka (* 4. července 1881)
- 22. října – Samuil Fejnberg, ruský hudební skladatel a klavírista (* 26. května 1890)
- 2. listopadu – Alfred Amonn, rakouský ekonom (* 1. června 1883)
- 7. listopadu – Eleanor Rooseveltová, americká politička (* 11. října 1884)
- 8. listopadu – Mordechaj Nurok, lotyšský a izraelský politik (* 7. listopadu 1879)
- 10. listopadu – Artúr Szalatnai-Slatinský, slovenský architekt (* 11. února 1891)
- 13. listopadu – Wiktor Thommée, polský generál (* 30. prosince 1881)
- 18. listopadu
  - 'Ebdúlla Gorán, kurdský básník žijící v Iráku (* ? 1904)
  - Niels Bohr, dánský fyzik, tvůrce prvního kvantového modelu atomu (* 7. října 1885)
- 21. listopadu – Joseph de Tonquedec, katolický kněz, vymítač ďábla města Paříž (* 27. prosince 1868)
- 22. listopadu – René Coty, prezident Francouzské republiky (* 20. března 1882)
- 24. listopadu – Forrest Smithson, americký olympijský vítěz v běhu na 110 metrů překážek (* 26. září 1884)
- 28. listopadu – Vilemína Nizozemská, nizozemská královna (* 31. srpna 1880)
- 2. prosince – Kardam Bulharský, syn bývalého bulharského cara Simeona II. († 7. dubna 2015)
- 7. prosince – Kirsten Flagstadová, norská operní zpěvačka (* 12. července 1895)
- 12. prosince – Felix Aderca, rumunský básník, spisovatel, překladatel a dramatik (* 13. března 1891)
- 15. prosince – Charles Laughton, britský herec, režisér a producent (* 1. července 1899)
- 16. prosince – Béla Szilassy, československý politik maďarské národnosti (* 1881)
- 20. prosince
  - Emil Artin, rakouský matematik (* 3. března 1898)
  - Gertruda Rakousko-Toskánská, rakouská arcivévodkyně, hraběnka Waldburg-Zeil (* 19. listopadu 1900)
- 24. prosince – Wilhelm Friedrich Ackermann, německý matematik a filosof (* 29. března 1896)
- 30. prosince – Arthur Oncken Lovejoy, americký filozof (* 10. října 1873)

## Hlavy států
- Československo – Antonín Novotný (1957–1968) (premiér Viliam Široký 1953–1963)
- Čína – Mao Ce-tung (1949–1976)
- Dánsko – Frederik IX. (1947–1972)
- Egypt – Gamál Násir (1956–1970)
- Francie – Charles de Gaulle (1959–1969)
- Itálie – Giovanni Gronchi (1955–1962) / Antonio Segni (1962–1964)
- Japonsko – Hirohito (1926–1989)
- Maďarsko – István Dobi (1952–1967)
- Německá demokratická republika – Walter Ulbricht (1960–1973)
- Nizozemsko – Juliána Nizozemská (1948–1980)
- Rakousko – Adolf Schärf (1957–1965) (kancléř Alfons Gorbach 1961–1964)
- Řecko – Pavel I. (1947–1964)
- Sovětský svaz – Nikita Sergejevič Chruščov (1953–1964)
- Spojené království – Alžběta II. (1952–2022) (premiér Harold Macmillan 1957–1963)
- Spolková republika Německo – Heinrich Lübke (1959–1969) (kancléř Konrad Adenauer 1949–1963)
- Španělsko – Francisco Franco (1939–1975)
- Švédsko – Gustav VI. Adolf (1950–1973)
- Turecko – Cemal Gürsel (1960–1966)
- USA – John Fitzgerald Kennedy (1961–1963)
- Vatikán – Jan XXIII. (1958–1963)

### Digitální archivy k roku 1962
- Československý filmový týdeník v archivu České televize – rok 1962
- Dokumentární cyklus České televize Retro – rok 1962
- Pořad stanice Český rozhlas 6 Rok po roce – rok 1962
- Rudé právo v archivu Ústavu pro českou literaturu – ročník 42 rok 1962